# Fobia scolare

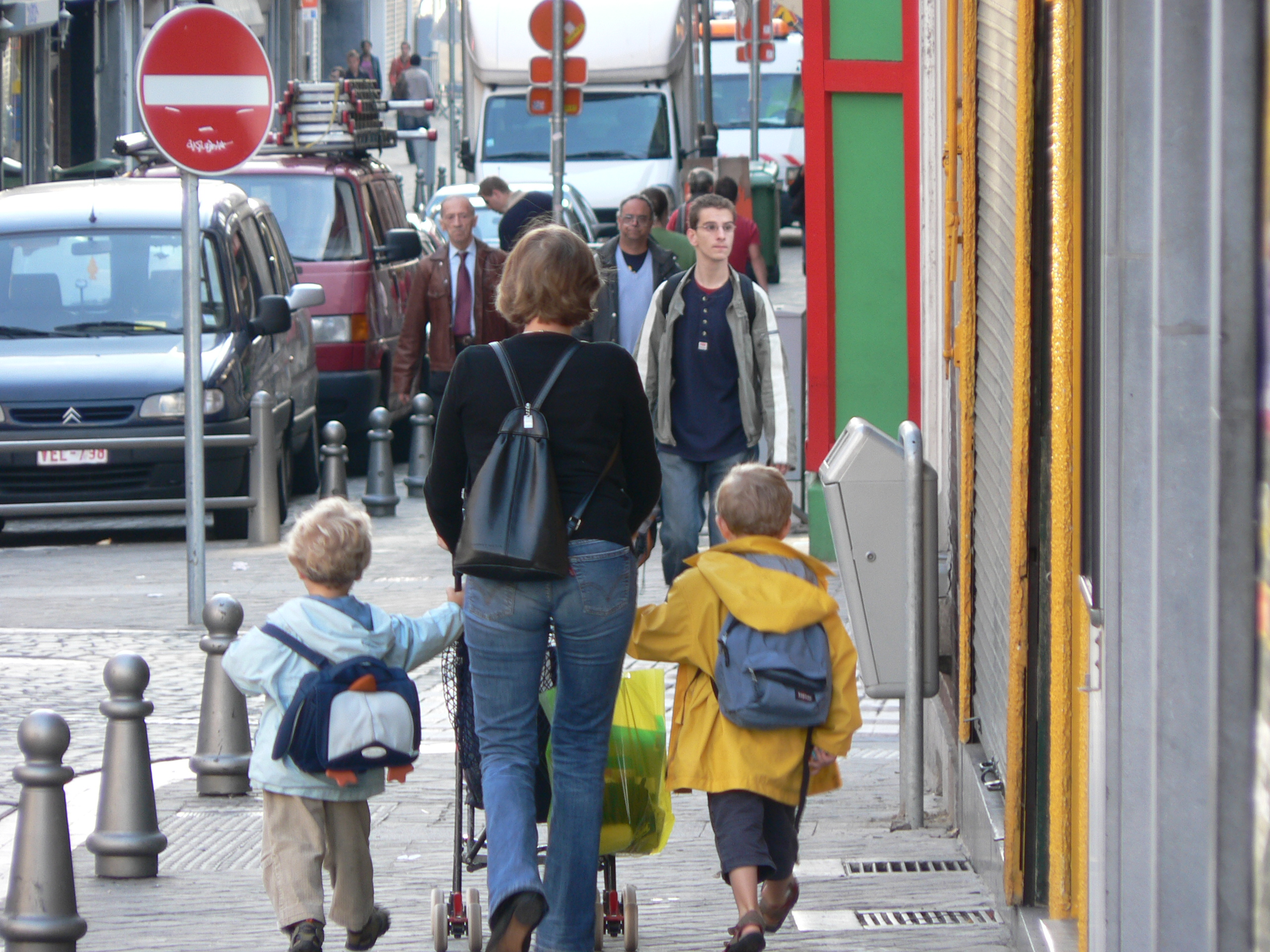
La fobia scolare può manifestarsi sia tra i bambini sia tra gli adolescenti

Il termine fobia scolare, fobia scolastica o rifiuto ansioso della scuola, indica un disturbo in cui il livello di ansia, paura e angoscia nel recarsi e restare a scuola sono tali da compromettere in modo significativo una regolare frequenza scolastica, con assenze ripetute croniche che infine possono condurre a un blocco della frequenza.
La fobia scolare si discosta e si differenzia dal fenomeno della dispersione scolastica, frequente tra gli adolescenti, i quali usano saltare la scuola non per paura, ma per una mancanza di autorità e di disciplina.

## Diffusione
La fobia scolare colpisce tra l'1% e il 5% dei ragazzi in età scolare senza differenze di genere socio-economico. Esordisce in infanzia intorno ai 5-6 anni, ma colpisce anche i bambini compresi nella fascia di età 10-11 anni, mentre in adolescenza può verificarsi tra i 12 e i 15 anni, evidenziando la diffusione del fenomeno durante specifici punti critici e importanti cambiamenti evolutivi quali il passaggio dalla scuola materna alla scuola elementare, dalle scuole elementari alle scuole medie inferiori e dalle scuole medie inferiori a quelle superiori. Nell'80% dei casi colpisce soprattutto i soggetti maschi e in genere si tratta di figli unici, primogeniti o prediletti.

## Sintomatologia
La fobia scolare può essere considerata una forma di fobia sociale che insorge nei bambini e ragazzi i quali, solitamente senza nessun preavviso, si rifiutano di andare a scuola mostrando disturbi d'ansia, che a loro volta possono evolvere in attacchi di panico nel momento in cui si esce da casa o ci si avvicina all'edificio scolastico. Non di rado il disturbo può causare insonnia. Dal punto di vista fisiologico la fobia si manifesta con un'ampia serie di sintomi somatici quali balbuzie, vertigini, mal di testa, tremori, palpitazioni, dolori al torace, dolori addominali, nausea, vomito, diarrea, dolori alle spalle e dolori agli arti. Nella maggior parte dei casi, se il soggetto colpito rimane a casa assentandosi da scuola, questi sintomi scompaiono o si attenuano, per poi ricomparire la mattina successiva. Le assenze croniche dalla scuola posso dipendere anche da ansia da prestazione verbale nel caso il soggetto manifesti disturbi quali balbuzie. Inoltre, i ragazzi che soffrono di fobia scolastica possono manifestare crisi di pianto o avere attacchi di collera.
Il livello di angoscia può raggiungere picchi elevati sin dalla sera prima, disturbando il sonno di chi ne soffre, il quale è caratterizzato da incubi o risvegli nel pieno della notte (talvolta con enuresi), andando a interferire col comportamento emotivo e cognitivo, con allucinazioni fatte di fantasmi e mostri nel caso di pazienti pediatrici.
I sintomi possono includere continue lamentele e rimostranze nel frequentare la scuola, ritardi o assenze ingiustificate nelle giornate significative (compiti in classe e interrogazioni), richieste frequenti di chiamare o tornare a casa o di recarsi in infermeria o in bagno a causa di disturbi fisici. La fobia può colpire anche chi, in precedenza, aveva mostrato un buon rapporto con l'ambito scolastico, buoni risultati e nessun problema nei rapporti sociali tra compagni e docenti.
I soggetti colpiti, in alcuni casi, non sono in grado di giustificare il loro comportamento, riversando le responsabilità su non chiare delusioni subite da qualche professore o compagno.
Sebbene il rifiuto scolastico non sia classificato come disturbo clinico dalla quarta edizione del Manuale diagnostico e statistico dei disturbi mentali, esso può essere associato a diversi disturbi psichiatrici, tra cui ansia da separazione, fobia sociale e disturbo della condotta. In casi estremi, può sfociare in schizofrenia o in un disturbo narcisistico di personalità, ove i bambini o ragazzi si convincono di essere in qualche modo speciali o diversi dagli altri, accompagnando questo comportamento con la richiesta di un insegnante privato. Quest'ultimo aspetto è dovuto al fatto che, nonostante la marcata repulsione nel frequentare la scuola, essi continuano a impegnarsi nelle attività scolastiche e nello studio, discostando la natura del fenomeno da motivazioni quali lo scarso interesse o lo scarso impegno. In altri casi, la fobia scolare può essere accompagnata da un disturbo depressivo, qualora il soggetto provi un senso di vergogna per il fallimento scolastico, da insicurezza, bassa autostima e inadeguatezza, soprattutto nei periodi di passaggio da una scuola inferiore a una di livello superiore.

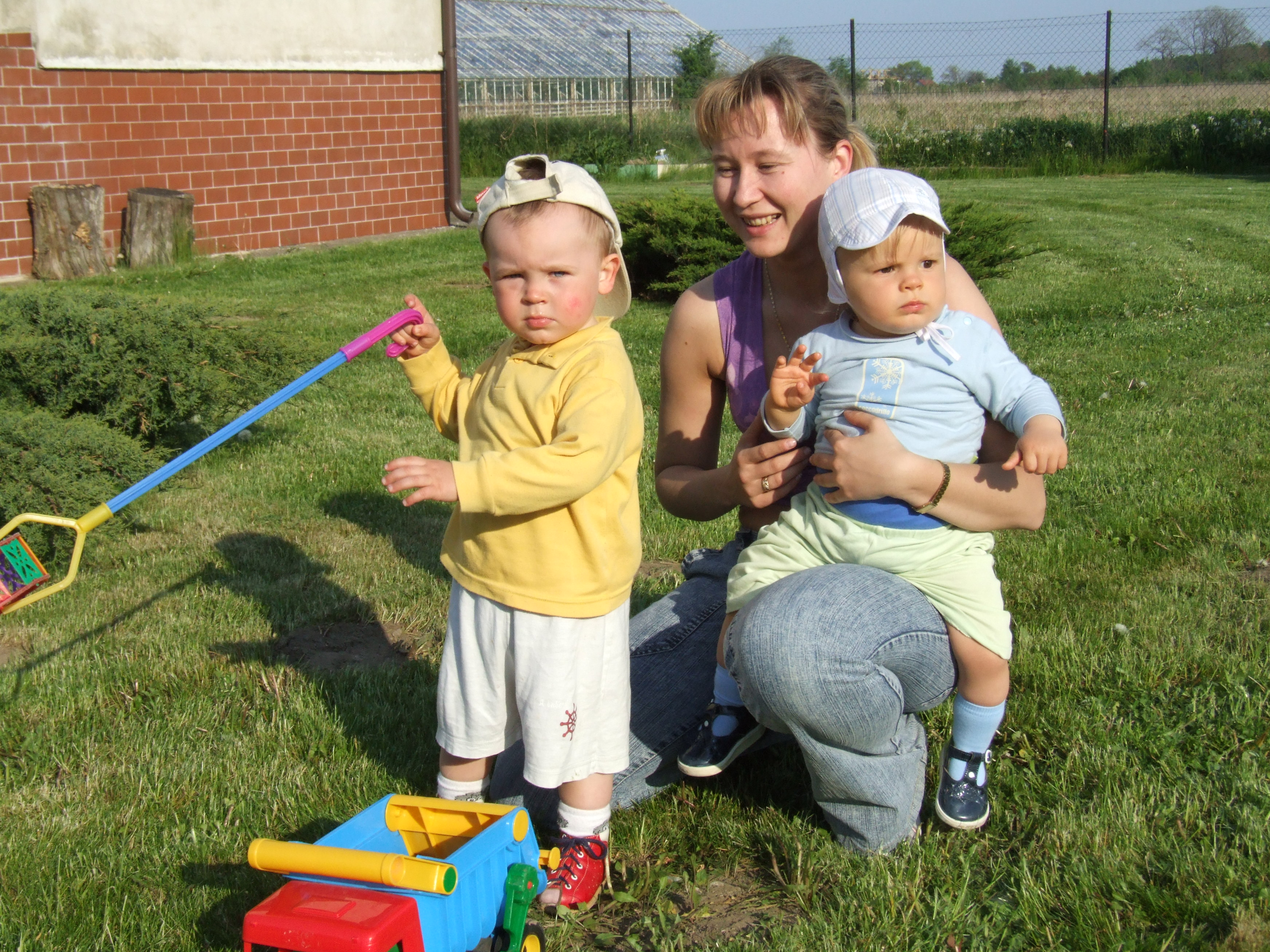
Il disturbo d'ansia di separazione è tra le cause che porta i bambini alla fobia scolare

## Cause
È possibile ricercare le cause di tale disturbo classificandole in due diversi principali tipi di fobia scolare:
- la fobia scolare associata all'ansia da separazione
- la fobia scolare associata ad altre tipologie di fobia

La prima tipologia include quei soggetti che hanno una madre anch'essa soggetta a crisi d'ansia o che in passato ha presentato gli stessi sintomi da fobia scolastica. Secondo la teoria dell'attaccamento, la madre è in grado di trasmettere tali stati d'ansia nel figlio, rafforzando in lui il comportamento evitante e dipendente. Secondo questa teoria, quindi, il rifiuto scolastico sarebbe alla base di un disturbo d'ansia da separazione, uno dei disturbi classificati dal Manuale diagnostico e statistico dei disturbi mentali e che sarebbe causato dal distacco dalla madre. L'iper-protettività della madre, sommata all'assenza di una figura maschile (la quale può essere causata da lavoro o problemi familiari del padre) impedisce lo sviluppo psicologico autonomo e indipendente nel figlio.
La seconda tipologia trarrebbe origine da una vera e propria paura della scuola con conseguente fobia sociale. Nei soggetti più grandi, tale fobia può sfociare in un disturbo evitante di personalità, e potrebbe essere dovuta, ad esempio, ai fallimenti scolastici o alle difficoltà incontrate nelle relazioni sociali coi compagni. A questa tipologia possono accompagnarsi vari disturbi quali il disturbo della condotta, il disturbo da deficit di attenzione/iperattività (ADHD), il disturbo oppositivo-provocatorio e i disturbi specifici dell'apprendimento.
Il problema, inoltre, può verificarsi dopo un periodo di vacanze, sia durante l'anno sia al rientro dell'estate, dopo che il ragazzo ha trascorso un periodo medio-lungo lontano dalla scuola. In altri casi, eventi traumatici come un trasloco o la morte dell'animale di casa, la nascita di un fratellino o una crisi della coppia coniugale possono causare tale disturbo. Infine, la paura di abbandonare la casa, inteso come luogo sicuro e confortevole, la paura che un genitore possa partire e non tornare più o morire mentre il soggetto è a scuola, sono tra i motivi dell'insorgenza della fobia scolare.

## Trattamento
Il protrarsi della fobia scolare può, col tempo, andare a intaccare lo sviluppo emotivo e sociale dei soggetti colpiti, le acquisizioni scolastiche, i rapporti con la famiglia e con i coetanei. Tra le conseguenze a lungo termine vi sono le difficoltà in ambito lavorativo, in ambito sociale, ove è possibile che si vada a compromettere l'autostima e la fiducia in se stessi, il processo di crescita e il processo di differenziazione ed emancipazione dalla famiglia. Pertanto è fondamentale che i giovani colpiti da tale disturbo ricevano una valutazione completa da un professionista della salute mentale, attuando un trattamento terapeutico che preveda, ove necessario, un percorso di psicoterapia individuale, con somministrazione di farmaci antidepressivi o ansiolitici.
Uno dei percorsi terapeutici alternativi è quello della terapia familiare, la quale mira a risolvere il problema attraverso la ricerca di nuove forme di comunicazione e collaborazione tra i componenti della famiglia. Tuttavia, non è raro che gli stessi genitori si rifiutino di optare per questo tipo di terapia, in quanto non sono in grado di capire il motivo per il quale tutta la famiglia debba occuparsi di un disturbo che affligge un solo membro.

### Disturbi collegati
- Ansia
- Disturbo d'ansia da separazione
- Disturbo della condotta
- Disturbo depressivo
- Disturbo dell'apprendimento
- Disturbo evitante di personalità
- Disturbo narcisistico di personalità
- Fobia sociale
- Sindrome da deficit di attenzione e iperattività

### Argomenti generali correlati
- Adolescenza
- Attaccamento
- Bullismo
- Dispersione scolastica
- Educazione
- Fushūgaku
- Hikikomori
- Infanzia
- Scuola
- Tasso di abbandono scolastico